# 4 juillet 1990
Le mercredi 4 juillet 1990 est le 185e jour de l'année 1990.

## Naissances
- Backer Aloenouvo, joueur de football togolais
- David Kross, acteur allemand
- Fredo Santana (mort le 19 janvier 2018), rappeur américain
- Gabriel Pimba, joueur de football brésilien
- Gudmund Storlien, spécialiste norvégien du combiné nordique
- Jake Gardiner, joueur de hockey sur glace américain
- Line Marie Gulliksen, coureuse cycliste norvégienne
- Melissa Barrera, actrice mexicaine de cinéma et de séries télévisées
- Mikaela Mayer, boxeuse américaine
- Naoki Yamada, footballeur japonais
- Rémi Pelletier-Roy, coureur cycliste canadien
- Sho Endo, skieur acrobatique japonais spécialiste des bosses
- Stine Borgli, cycliste norvégienne
- Valérie Maltais, patineuse de vitesse sur piste courte québécoise
- Zhang Ze, joueur de tennis chinoise

## Décès
- Marshall Hall (né le 17 septembre 1910), mathématicien américain
- Philip Boggs (né le 29 décembre 1949), plongeur américain
- Sweeney Schriner (né le 30 novembre 1911), joueur de hockey sur glace canadien

## Événements
- Sortie du film d'action américain 58 minutes pour vivre
- Sortie de la chanson Promise Me de Beverley Craven
- Sortie de la chanson Yoru ni Hagurete ~Where Were You Last Night~ du duo Wink